# Malléon
Malléon är en kommun i departementet Ariège i regionen Occitanien i södra Frankrike. Kommunen ligger i kantonen Varilhes som ligger i arrondissementet Pamiers. År 2022 hade Malléon 79 invånare.

## Befolkningsutveckling
Antalet invånare i kommunen Malléon
Referens: INSEE